# Givaudan
Givaudan er en schweizisk multinational kemi- og fødevarevirksomhed. De producerer aroma, dufte og aktive kosmetiske ingredienser. I 2008 var det verdens største virksomhed indenfor aroma og parfume. Hovedkvarteret er i Vernier og de er tilstede på 162 lokationer (2024).
Virksomhedens dufte og aromaer er udviklet til fødevare- og drikkevarefremstilling, benyttes også i husholdningsprodukter, personlig pleje og parfume. I 2024 var Givaudans omsætning på 7,4 mia. CHF.  Givaudan er medlem af European Flavour Association.
Givaudan blev etableret som en parfumeri-virksomhed i 1895 i Lyon i Frankrig af Leon og Xavier Givaudan. I 1898 flyttede Givaudan til Schweiz og byggede en fabrik i Vernier.